# Otterböte
Otterböte liegt am höchsten Punkt auf Karlbylandet, der größten Insel des Kökar-Archipels der Ålandinseln in Finnland. Die Insel stieg durch die Postglaziale Landhebung, aus dem Meer auf. Otterböte war während der Bronzezeit um 1000 v. Chr. ein etwa 500 Jahre genutztes Seehundjägerlager, das 1918 vom Landwirt Erik Gustav Öberg entdeckt und zwischen 1946 und 1950 ausgegraben wurde.

Åland-Inseln – Kökar rechts unten

Das Lager befindet sich in sehr gutem Zustand in einem Gebiet, das von Felsaufschlüssen umgeben ist, die etwa 60 Meter lang und 30 Meter breit sind. Bei der Ausgrabung wurden vier Abfallhaufen, ein kleiner Brunnen und neun Rundhütten gefunden. Die Durchmesser der Rundhütten variieren von vier bis sieben Metern. In den meisten deuten Stellen mit weniger Steinen auf eine Türöffnung. In der Mitte des Bodens von fünf Hütten fand sich Ruß an der Stelle, an der sich der Herd befand. Es wird vermutet, dass Otterböte ein Winterlager für Jäger (schwedisch Säljägarnas) war, die im Herbst ankamen und überwinterten, bis die Jagd auf dem Frühjahrseis begann. Danach kehrten sie nach Hause zurück.

## Keramik
Es wurden 25.000 Keramikscherben (260 kg) und 10 Kilogramm Knochen, meist von Robben, aber keine Fischgräten gefunden. Viele Scherben stammen von größeren wie Fässer geformten Gefäßen. Analysen der Keramik zeigen, dass sie nicht auf Åland hergestellt wurde. Der Ton stammt vom südlichen Ufer der Ostsee und der Insel Bornholm. Die Gefäßwände weisen Abdrücke von bäuerlichen Kulturpflanzen auf. Einige größere Gefäße haben eine charakteristische Dekoration im gegliederter Stil, aus Riefen und Rillen, die darauf hinweist, dass sie aus der Lausitzer Kultur stammen.